# Komitee Freies Deutschland für den Westen
Das Komitee Freies Deutschland für den Westen (KFDW) (französisch Comité Allemagne libre pour l’Ouest (CALPO)) war ein Zweig der Freien Deutschen Bewegung in Frankreich, der ab September 1943 aktiv war. Zu den Wurzeln der Bewegung wird die Exil-Zeitschrift Freies Deutschland. Alemania libre gezählt, die von 1941 bis 1946 in Mexiko-Stadt herausgegeben wurde. Neben den Gruppierungen in Frankreich gab es auf mehreren Kontinenten ähnlich geartete Exilgruppen der Freien Deutschen Bewegung, die von deutschen Intellektuellen, Offizieren und Widerstandskämpfern organisiert wurden.

## Geschichte
Als ideologische Vorläufer des KFDW gilt unter anderem ein Personenkreis von mehrheitlich deutschen Exilanten um Ludwig Renn, die von 1941 bis 1946 in Mexiko-Stadt die Exil-Zeitschrift Freies Deutschland. Alemania libre herausgaben. Personell sind etliche Verflechtungen mit der Xi. Internationalen Brigade bekannt, die im Spanischen Bürgerkrieg kämpfte und ihrerseits von der Kommunistischen Internationalen beeinflusst war.
Im besetzten Nord-Frankreich und im Süden Frankreichs – beim Vichy-Regime – bildeten sich Widerstandsgruppen und die vom Zentralkomitee (ZK) der Parti communiste français (KPF) lancierte Organisation Travail allemand, an deren Leitung auch Otto Niebergall beteiligt war. Als Zweig der Freien Deutschen Bewegung entstand in Paris das Komitee Freies Deutschland für den Westen (KFDW), französisch CALPO – Comité Allemagne libre pour l’Ouest, das auch für Belgien und Luxemburg zuständig war. Der französische Widerstand akzeptierte das KFDW als Organisation der Résistance. In der Wehrmacht gab es auch Angehörige dieser Gruppen, was seinerzeit illegal war und als Hochverrat bestraft werden konnte. Zudem wurde dort Waffenbeschaffung, Sabotage und Verteilung von Propagandamaterial betrieben und es wurden Frontbeauftragte ausgebildet und eingesetzt.
Das KFDW pflegte unter anderem Verbindungen mit dem Nationalkomitee Freies Deutschland (NKFD), dessen Mitglieder später als Funktionäre in der DDR etliche politische Positionen besetzten. Als Angehörige der KFDW sind etliche deutsche Kommunisten bekannt. Zu den Gründern im südlichen Frankreich zählten der Spanienkämpfer Max Brings (Alfred Woitznik) und der spätere Präsident der KFDW Otto Niebergall in Paris. Weitere prominente Personen des KFDW waren Elisabeth Bier, Hans-Walter Blank, Walter Beling und Franz Blume, von denen etliche als die Spanienkämpfer bekannt sind und teils auch im Zusammenhang des 1. Regiments der KFDW in Paris genannt werden.

## Bekannter Personenkreis
Nachfolgend eine Übersicht von Personen, deren Zugehörigkeit zum KFDW aus unterschiedlichen Quellen bekannt ist. Nicht dort enthalten sind Personen wie Caesar von Hofacker die lediglich Verbindungen zum KFDW pflegten.
- Alfred Adolph
- Walter Beling
- Elisabeth Bier
- Hans-Walter Blank
- Franz Blume
- Käthe Dahlem
- Karl Gaile
- Peter Gingold
- Richard Gladewitz
- Kurt Hälker
- Hans Heisel
- Karl Hoppe
- Anton Joos
- Doris Kahane
- Max Kahane
- Gerhard Leo
- Wilhelm Leo
- Emil Miltenberger
- Karl Mössinger
- Luise Mössinger-Schiffgens
- Arno Müller
- Herbert Müller
- Otto Niebergall
- Hermann Nuding
- Marie-Luise Plener
- Josef Raab
- Paula Rueß
- Walter Vesper
- Walter Zwirner

## Veröffentlichungen
- Komitee Freies Deutschland für den Westen KFDW (Hrsg.): Das Komitee "Freies Deutschland" f. d. Westen an alle Deutschen in Groß-Paris. 20. August 1944, DNB 1030447551.
- Komitee Freies Deutschland für den Westen, KFDW (Hrsg.): Aufruf des Komitees der Bewegung "Freies Deutschland für den Westen an die deutsche Wehrmacht an der Westfront. 1945, DNB 1030444951.
- Komitee Freies Deutschland für den Westen KFDW (Hrsg.): Die Konferenz von Jalta. KFDW Abt. für Aufklärung u. Schulung. KFDWCALPO, Paris 1945, DNB 993250637.
- Komitee Freies Deutschland für den Westen KFDW (Hrsg.): Wehrmacht! Richte die Generalshenker! KFDW Frieden und Freiheit dem deutschen Volke! 1945, DNB 1030451583.
- Komitee Freies Deutschland für den Westen KFDW (Hrsg.): Alle Waffen gegen Hitler! KFDW Bericht über die erste Pariser Informationskonferenz des Komitees "Freies Deutschland" für den Westen, vom 13. November 1944 = Toutes les armes contre Hitler! Entreprise Par. de Presse et d'Imprimerie, Paris 1945, DNB 103045034X.
- Komitee Freies Deutschland für den Westen KFDW (Hrsg.): Toutes les armes contre Hitler! Rapport sur la première conférence d'information du Comité "Allemagne libre" pour l'ouest, tenue à Paris, le 13 novembre, 1944. Paris 13. November 1944, OCLC 23658896.
- Komitee Freies Deutschland für den Westen KFDW (Hrsg.): Le Comité "Allemagne libre" pour l'Ouest à l'honneur de vous prier d'assister à sa deuxième Conférence d'information qui aura lieu le mardi 27 février 1945. Paris 1945, OCLC 220242947.
- Komitee Freies Deutschland für den Westen KFDW (Hrsg.): Volk und Vaterland. KFDW Kriegsgefangenen-Zeitung der Bewegung Freies Deutschland für den Westen 13. November 1944 = Toutes les armes contre Hitler! Paris 1945, DNB 1043358862.
- Komitee Freies Deutschland für den Westen KFDW (Hrsg.): Volk und Vaterland. KFDW Ausgabe für den Süd-Westen. Komitee Süd-West der Bewegung "Freies Deutschland", Toulouse, DNB 019519796 (Erscheinungsdatum: 1944–1945).
- Komitee Freies Deutschland für den Westen KFDW Comité de l'Allemagne libre pour l'Ouest, CALPO (Hrsg.): Liste nominative de dirigeants et membre du C. A. L. P. O. , Comité de l'Allemagne libre pour l'Ouest. OCLC 494047893.

## Rezeption
Der Widerstand in Frankreich und insbesondere das Engagement deutscher Widerstandskämpfer sind medial vielfach rezipiert. Nachfolgend eine Übersicht zu Werken mit besonderer Würdigung des deutschen Widerstandes in Frankreich:
- Kurt Hälker und Hans Heisel – Deutsche Widerstandskämpfer in der Résistance. Dokumentarfilm von Bodo Kaiser (Deutschland 2003, 55 min).
- Frankreichs fremde Patrioten – Deutsche in der Résistance. Regie: Wolfgang Schoen, Frank Gutermuth (Deutschland 2006, 53 min). (Frankreichs fremde Patrioten – Deutsche in der Résistance bei IMDb)

Die Rezeption des Anteils deutschsprachiger Exilanten an der französischen Résistance war bis 1990 fast ausschließlich von der DDR-Historiographie dominiert, deren Kernaussagen in manchen Publikationen auch das Ende der DDR überlebten und zum Teil bis heute die Sicht auf diesen Bestandteil des Widerstands prägen, etwa bei Ulla Plener oder Stefan Doernberg. Geschichtsklitterungen und Verzerrungen in der DDR prägten auch die Darstellungen zum KFDW. Bezüglich der Geschichtsschreibung wurde auch bei Untersuchungen zu den Widerstandsgruppen der Roten Kapelle festgestellt, dass insbesondere bei Quellen zu Biografien, insbesondere bei späteren DDR-Bürgern des Widerstands um die Rote Kapelle Vorsicht geboten ist. In der DDR wurden seit den 1960er Jahren vom Ministerium für Staatssicherheit (MfS) systematische Anpassungen an den Biografien vorgenommen, um die Beteiligung am Antifaschismus in besserem Licht darzustellen. Das 1979 erschienene Buch Rote Kapelle gegen Hitler des sowjetischen Autors Alexander S. Blank und des MfS-Offiziers Julius Mader wurde von Geertje Andresen als „Beispiel für manipulierte Geschichtsschreibung“ bezeichnet.